# Axiocerses bistrigata
Axiocerses bistrigata är en fjärilsart som beskrevs av Aurivillius 1924. Axiocerses bistrigata ingår i släktet Axiocerses och familjen juvelvingar. Inga underarter finns listade i Catalogue of Life.